# 李浚赫
李浚赫（1984年3月13日—），韓國男演員。常以不亞於主角的精緻外貌與精湛演技而備受肯定，有「黃金配角」與「最帥反派」之稱。

## 個人生活
李浚赫是家中獨生子，於韓神大學取得廣告宣傳學系的學士學位後繼續就讀檀國大學的大眾文化藝術研究所公演藝術學系並取得碩士學位。2012年6月19日前往京畿道議政府306補充隊服兵役，於2014年3月18日退伍。
自小因住在一起的姨母喜歡看電影而跟著入迷，原志願為導演，後因外型姣好被朋友建議當演員而入行。數次在訪問中提及想像树懒一樣生活，沒有工作時便喜歡待在家裡賴在沙發上邊吃披薩邊看電影。

最大的興趣是繪畫，2021年為了紀念去世的愛犬「爆米花」而開發一款免費遊戲《안녕 Popcorn》（再見 爆米花），遊戲內容是一隻小狗有一天和主人在快樂地散步時卻不小心走丟了，為了尋找牠的主人而展開的冒險，包含了他與爆米花的故事。遊戲中的人物與外部美術都是具有高水平繪畫功底的李浚赫親手繪製，開發商上也有他的名字，遊戲發佈後迅速竄升為App Store第一名。2022年更與其他畫家合作，發行了同名童話繪本，並捐出全部版稅用來救助動物；2023年此繪本被韓國國立兒童青少年圖書館選定為推薦圖書。

## 職業生涯
2006年在Typhoon的MV《等待》首次亮相，之後出演電視劇《大老婆的反擊》、《明星的戀人》、《熟女辛市長》等配角開始受到矚目，2011年《城市獵人》與2012年《赤道的男人》讓他打開大中華地區的知名度，繼而與張鈞甯合作主演陸劇《童話二分之一》，這也是李浚赫入伍前的作品 。
2017年再度以出色的角色消化能力獲得觀眾認可。在橫掃海內外票房的電影《與神同行》飾演令人恨得牙癢癢的自私中尉；在評價甚高的懸疑刑偵劇《秘密森林》飾演如變色龍般的腐敗檢察官「徐東載」，還曾在《秘密森林2》消化8分30秒的一鏡到底，於2024年更衍生外傳《或好或壞的東載》。2018年在《60天，指定倖存者》劇中飾演恐攻主腦「吳榮碩」引起熱議，身為炙手可熱的演技派演員，主演成績大多普通，反而擔任配角時掀起更高話題，因此被趣稱為「黃金配角」。
由於在拍攝《赤身的消防員》電視劇時對消防員感同身受，李浚赫捐出了全部片酬作為消防公務員及其家屬的資助，2020年被總統授命為「名譽消防員」。2023年增重20公斤出演電影《犯罪都市3》的反派角色，外型與性格顛覆既有形象，也讓他被第44屆青龍電影獎提名最佳男配角。
2025年與韓志旼搭檔演出自身作品中少有的羅曼史題裁電視劇《我的完美秘書》，曾因對「浪漫演技」沒有自信而一度猶豫，但憑藉長時間的實力積累，成功詮釋，並被觀眾受封為爹系男友，讓他迎來事業巔峰，也接到更多作品的邀約。於此熱潮下，李浚赫在臺灣舉辦了出道以來的首場海外活動，緊接著展開亞洲5個城市的粉絲見面會，收穫滿滿人氣。

## 影視作品

### 劇集
| 年份   | 播放平台 | 劇名                            | 角色   | 備註         |
| 2007   | KBS      | 《Drama City—我愛我們的方式》   | 徐正宇 | 主演         |
| 2007   | SBS      | 《大老婆的反擊》                | 韓善秀 | 配角         |
| 2008   | SBS      | 《明星的戀人》                  | 閔長洙 | 配角         |
| 2008   | KBS      | 《他們的世界》                  | 姜俊基 | 配角         |
| 2009   | SBS      | 《熟女辛市長》                  | 夏守仁 | 配角         |
| 2009   | KBS      | 《不像三兄弟》                  | 金理想 | 主演         |
| 2010   | SBS      | 《我是傳說》                    | 張泰賢 | 主演         |
| 2010   | SBS      | 《秘密花園》                    | 李浚赫 | 客串EP8      |
| 2011   | SBS      | 《城市獵人》                    | 金英株 | 主演         |
| 2012   | KBS      | 《赤道的男人》                  | 李張逸 | 主演         |
| 2012   | 湖南衛視 | 《童話二分之一》                | 杜御風 | 主演         |
| 2014   | MBC      | 《我人生的春天》                | 姜東旭 | 主演         |
| 2015   | KBS      | 《青鳥之家》                    | 金志莞 | 主演         |
| 2016   | SBS PLUS | 《有夫之婦的誕生》              | 哲秀   | 主演         |
| 2017   | KBS      | 《赤身的消防員》                | 姜哲秀 | 主演         |
| 2017   | tvN      | 《秘密森林》                    | 徐東載 | 主演         |
| 2017   | JTBC     | 《韓汝凜的回憶》                | 朴海俊 | 主演         |
| 2017   | tvN      | 《tvN Drama Stage—B主任和情書》 |        | 特別出演     |
| 2018   | tvN      | 《致忘了詩的你》                | 芮在旭 | 主演         |
| 2018   | KBS      | 《你也是人類嗎》                | 池永勳 | 主演         |
| 2018   | JTBC     | 《Life》                        | 趙南政 | 特別出演EP16 |
| 2019   | tvN      | 《60天，指定倖存者》            | 吳榮碩 | 主演         |
| 2019   | OCN      | 《所有人的謊言》                | 鄭尚勳 | 特別出演     |
| 2020   | MBC      | 《365：逆轉命運的1年》          | 池亨柱 | 主演         |
| 2020   | tvN      | 《秘密森林2》                   | 徐東載 | 配角         |
| 2021   | OCN      | 《黑洞》                        | 劉泰漢 | 主演         |
| 2021   | tvN      | 《御史與祚怡》                  | 世子   | 特別出演     |
| 2021   | SBS      | 《那年，我們的夏天》            | 張道律 | 特別出演     |
| 2023   | Disney+  | 《非法正義》                    | 趙江旭 | 主演         |
| 2024   | TVING    | 《或好或壞的東載》              | 徐東載 | 主演         |
| 2025   | SBS      | 《我的完美秘書》                | 劉恩浩 | 主演         |
| 2025   | Netflix  | 《無赦之仇》                    | 南基錫 | 特別出演     |
| 2026   | TVING    | 《中了樂透頭獎也要上班》        | 孔恩泰 | 主演         |
| 待公布 | Netflix  | 《杜奧女士》                    | 朴武京 | 主演         |

### 電影
| 年份   | 片名                   | 角色       | 備註     |
| 2009   | 《不可饒恕》           |            | 特別出演 |
| 2009   | 《清潭菩薩》           | 浩俊       | 男配角   |
| 2010   | 《看見惡魔》           | 國情院特務 | 特別出演 |
| 2012   | 《桃樹》               | 哲民       | 友情出演 |
| 2012   | 《雙面君王》           |            | 特別出演 |
| 2016   | 《兩個戀愛》           | 咖啡廳老闆 | 特別出演 |
| 2017   | 《與神同行》           | 朴武信     | 男配角   |
| 2018   | 《與神同行：最終審判》 | 朴武信     | 男配角   |
| 2019   | 《姐姐 (2019年电影)》  | 韓正宇     | 主演     |
| 2019   | 《棒球少女》           | 崔真泰     | 主演     |
| 2022   | 《Reverse》            | 俊浩       | 主演     |
| 2023   | 《犯罪都市3》          | 朱成哲     | 主演     |
| 2023   | 《首爾之春》           | 权亨镇     | 特別出演 |
| 2024   | 《烈火救援》           | 宋基哲     |          |
| 待公布 | 《和王一起生活的男人》 |            | 特别出演 |

### MV
| 年份 | 歌手    | 歌曲                  | 備註         |
| 2006 | Typhoon | 〈等待〉（기다릴게）  | 出道作品     |
| 2007 | Strom   | 〈Blue〉              |              |
| 2010 | KCM     | 〈愛情熊〉（사랑 곰） | 與陳世娫合作 |
| 2024 | 金請夏  | 〈Sleigh〉            | [ 43 ]       |

## 文學作品
| 發行日期      | 類型 | 名稱             | 國際標準書號       | 備註                                                               |
| 2022年12月6日 | 繪本 | 《안녕 popcorn》 | ISBN 9791191248852 | 2025年5月1日於臺灣發售中文版《再見，爆米花》（ISBN 9786263499812） |

## 音樂作品

### 電視原聲帶
| 年份 | 歌曲                                | 專輯名稱                | 備註     |
| 2010 | 你（그대가）                        | 《我是傳說》OST         |          |
| 2010 | 你（그대가）Duet Ver.               | 《我是傳說》OST         | 與金廷恩 |
| 2011 | 如印地安娃娃一般（인디언 인형처럼） | 《日晚—隨風而去》Part.8 | 與Nuck   |

## 綜藝節目
| 播出期間                    | 平台 | 節目名稱          | 集數 | 合作藝人                                     | 性質   | 備註   |
| 2011年10月2日—2011年12月4日 | MBC  | 《日晚—隨風而去》 | 9    | 任宰範、金英浩、池相烈、NUCK、李浩俊、河光焄 | 主演群 | [ 45 ] |

## 主持
| 日期           | 節目名稱                       | 合作藝人 | 備註   |
| 2021年10月15日 | 第26屆釜山國際電影節閉幕式     | 李周映   | [ 46 ] |
| 2025年9月4日   | 第21屆堤川國際音樂電影節開幕式 | 張度練   | [ 47 ] |

## 粉絲見面會
| 年份                          | 日期    | 城市         | 地點                            |
| 2025 LEE JUN HYUK 'LET ME IN' |         |              |                                 |
| 2025                          | 5月4日  | 泰國曼谷     | Phenix Grand Ballroom           |
| 2025                          | 6月14日 | 日本東京     | 澀谷公會堂                      |
| 2025                          | 6月21日 | 中国澳門     | 澳門百老匯                      |
| 2025                          | 6月29日 | 菲律賓馬尼拉 | Newport Performing Arts Theater |
| 2025                          | 7月6日  | 臺灣臺北     | Legacy TERA                     |
| 2025                          | 7月12日 | 首爾         | 延世大學大講堂                  |

## 提名與獲獎列表
| 年份 | 頒獎典禮           | 獎項                            | 作品                   | 結果 |
| 2008 | SBS演技大賞        | 新星獎                          | 《大老婆的反擊 》      | 獲獎 |
| 2011 | SBS演技大賞        | 男子Drama Special優秀演技賞     | 《城市獵人》           | 提名 |
| 2012 | KBS演技大賞        | 中篇電視劇部門 男子優秀演技獎   | 《赤道的男人》         | 提名 |
| 2015 | KBS演技大獎        | 長篇電視劇部門 男子優秀演技獎   | 《青鳥之家》           | 提名 |
| 2015 | KBS演技大獎        | 網絡男子人氣獎                  | 《青鳥之家》           | 提名 |
| 2015 | KBS演技大獎        | 最佳情侶獎（與景收真）          | 《青鳥之家》           | 提名 |
| 2018 | KBS演技大獎        | 中篇電視劇部門 男子優秀演技獎   | 《你也是人類嗎》       | 提名 |
| 2019 | 第12屆韓國電視劇節 | 男子優秀賞                      | 《60天，指定倖存者》   | 提名 |
| 2020 | 第5屆亞洲明星盛典  | Best Acting獎                   | 不適用                 | 獲獎 |
| 2020 | MBC演技大獎        | 月火及短篇劇部門 男子優秀演技獎 | 《365：逆轉命運的1年》 | 獲獎 |
| 2023 | 第44屆青龍電影獎   | 最佳男配角                      | 《犯罪都市3》          | 提名 |
| 2023 | 第8屆亞洲明星盛典  | Best Actor獎                    | 不適用                 | 獲獎 |
| 2024 | 第33屆釜日電影獎   | 年度明星獎                      | 《首爾之春》           | 獲獎 |
| 2025 | 第61屆百想藝術大獎 | 放送部門 男子最優秀演技賞       | 《或好或壞的東載》     | 提名 |
| 2025 | 第61屆百想藝術大獎 | 男子人氣獎                      | 《或好或壞的東載》     | 提名 |
| 2025 | 品牌顧客忠誠度大賞 | 電視劇男演員獎                  | 不適用                 | 獲獎 |
| 2025 | 第4屆青龍系列大獎  | 電視劇部門 男主角獎             | 《或好或壞的東載》     | 提名 |
| 2025 | 第4屆青龍系列大獎  | 人氣明星賞                      | 《或好或壞的東載》     | 獲獎 |

## 外部連結
- 李浚赫的Instagram帳戶
- 李浚赫在NAVER上的资料
- 李浚赫在Daum上的资料
- 李浚赫在HanCinema的頁面（英文）
- 李浚赫的Daum cafe （页面存档备份，存于）